# Rafał Sarnecki
Rafał Sarnecki (ur. 13 listopada 1982 w Warszawie) – polski gitarzysta, kompozytor, aranżer i producent jazzowy z Warszawy, od 2005 mieszkający w Nowym Jorku. Otrzymał tam stypendium w programie „Jazz i Muzyka Współczesna” w New School University na Manhattanie, gdzie uczył się m.in. u takich nauczycieli jak Paul Bollenback, Peter Bersnstein czy Adam Nussbaum, a w 2008 zdobył tytuł „licencjata z honorami”. W 2010 na Queens College w Nowym Jorku nadano mu tytuł magistra w zakresie wykonawstwa jazzowego. Tam uczył się pod kierunkiem Johna Bollenbecka.

## Dyskografia

### Albumy autorskie
- 2018: Climbing Trees (Outside in Music)
- 2014: Cat’s Dream (Brooklyn Jazz Underground Records)
- 2011: The Madman Rambles Again (Fresh Sound New Talent)
- 2008: Song From a New Place

## Nagrody i wyróżnienia
- 2015: nominacja do Fryderyka 2015 w kategorii Jazzowy Album Roku (Cat’s Dream)
- 2012: amerykański portal internetowy All About Jazz uznał płytę The Madman Rambles Again za jeden z najciekawszych albumów jazzowych 2011. Magazyn „Hi-Fi i Muzyka” przyznał albumowi “Wyróżnienie Roku 2011”.
- 2009: nominacja do Fryderyka 2009 w kategorii Jazzowy Fonograficzny Debiut Roku
- 2002: 1. nagroda w Międzynarodowym Konkursie Gitarzystów Jazzowych „Guitar City 2002” w Warszawie

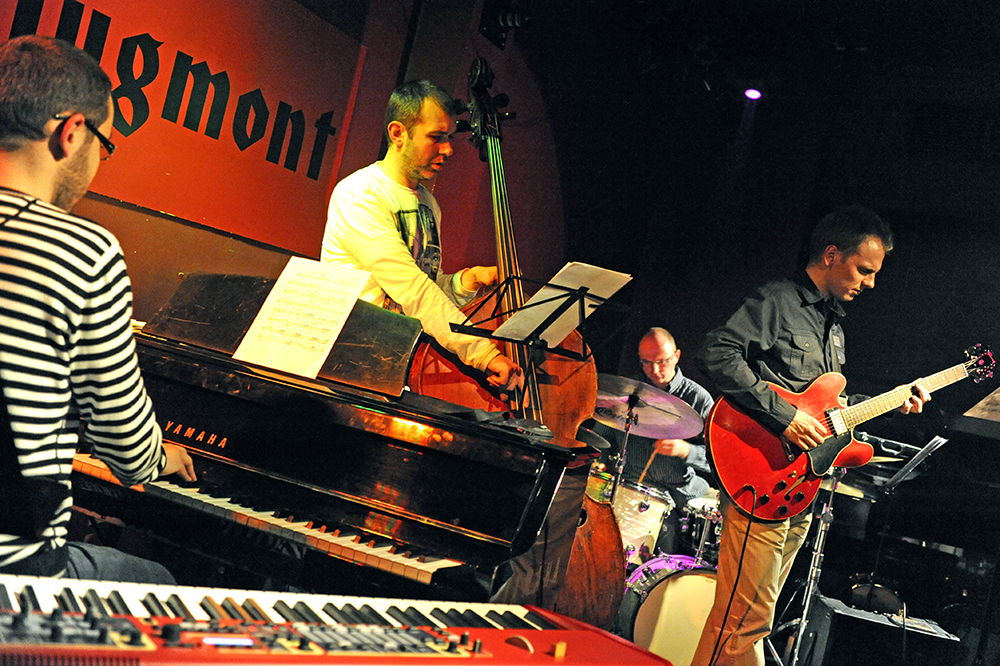
Na scenie w klubie Tygmont, Warszawa - styczeń 2010. Od prawej: Rafał Sarnecki - g, Łukasz Żyta - dr, Wojciech Pulcyn - b, Paweł Kaczmarczyk - p.